# Shoguna sicardi
Shoguna sicardi es una especie de coleóptero de la familia Monotomidae.

## Distribución geográfica
Habita en Madagascar.